# Deceuninck Auto's
Deceuninck Auto's is een Vlaamse busonderneming. Het bedrijf is een onderaannemer van de Vlaamse Vervoermaatschappij "De Lijn" en voert ritten uit in de regio Ieper, Roeselare, Torhout en Kortemark. Het bedrijf heeft zijn stelplaatsen aan de Iepersestraat te Roeselare, de Poperingseweg te Ieper en de Voshoek te Kortemark. In januari 2016 werd het bedrijf overgenomen door de Hansea-groep.

## Uitgebate lijnen
| lijnnr. | Benaming                 |
| ------- | ------------------------ |
| 1       | Oekene - Gits Deceuninck |
| 11      | Roeselare - Waregem      |
| 30      | Roeselare - Schiervelde  |
| 54      | Roeselare - Menen        |
| 60      | Roeselare - Kortrijk     |
| 75      | Roeselare - Torhout      |
| 90      | Roeselare - Ieper        |
| 91      | Ieper - Torhout          |
| 92      | Poperinge - Diksmuide    |
| 902     | Roeselare - Dadizele     |
| 908     | Beselare - Roeselare     |
| 911     | Houthulst - Torhout      |
| 952     | Ieper - Poelkapelle      |

Na de besparingsronde in juli 2012 heeft Deceuninck Auto's enkele ritten op lijn 94 moeten afgeven aan De Laere, Popelier & Desmet Partners, maar kreeg het 2 ritten op lijn 64 Torhout-Aartrijke. Sinds 2018 (?) rijden ze ook een rit op lijn 32 van Diksmuide naar Zarren.
Sinds 1 januari 2025 heeft Deceuninck Auto's, de vervoerscontracten overgenomen van Coachpartners in de regio Roeselare. Deze overname maakt deel uit van een herstructurering binnen het Vlaamse openbaar vervoer, waarbij de Vlaamse Vervoermaatschappij De Lijn en haar onderaannemers de exploitatie van verschillende lijnen herverdelen.

## Voertuigen
Contract 5008
| Busnummer | Fabrikant | Carrosserie/Type | Bouwjaar | Opmerkingen |
| --------- | --------- | ---------------- | -------- | ----------- |
| 500803    | Mercedes  | Joost Sprinter   | 2007     |             |
| 500804    | Mercedes  | Joost Sprinter   | 2010     |             |
| 500805    | Mercedes  | Joost Sprinter   | 2012     |             |

Contract 5009
| Busnummer | Fabrikant | Carrosserie/Type  | Bouwjaar | Opmerkingen |
| --------- | --------- | ----------------- | -------- | ----------- |
| 500905    | Mercedes  | Joost Sprinter    | 2006     |             |
| 500906    | Mercedes  | Joost Sprinter II | 2007     |             |
| 500907    | Mercedes  | Joost Sprinter II | 2010     |             |
| 500908    | Mercedes  | Joost Sprinter II | 2011     |             |
| 500909    | Mercedes  | Joost Sprinter II | 2012     |             |

Contract 5502
| Busnummer | Fabrikant | Carrosserie/Type             | Bouwjaar | Opmerkingen                                                     |
| --------- | --------- | ---------------------------- | -------- | --------------------------------------------------------------- |
| 550232    | Volvo     | Jonckheere 056               | 1992     | BUITEN DIENST                                                   |
| 550233    | Volvo     | Jonckheere Transit           | 1994     | BUITEN DIENST                                                   |
| 550234    | Volvo     | Jonckheere Communo           | 1998     | BUITEN DIENST                                                   |
| 550235    | Volvo     | Jonckheere Transit 2000      | 1999     | prototype van de Transit 2000, op het chassis B10B (hoge vloer) |
| 550236    | Volvo     | Jonckheere Transit 2000      | 2000     | op het chassis B10B (hoge vloer)                                |
| 550237    | Volvo     | Jonckheere Transit 2000      | 2002     |                                                                 |
| 550238    | Volvo     | Jonckheere Transit 2000      | 2002     |                                                                 |
| 550239    | Volvo     | Jonckheere Transit 2000      | 2002     |                                                                 |
| 550240    | Volvo     | Jonckheere Transit 2000      | 2002     |                                                                 |
| 550241    | Volvo     | Jonckheere Transit 2000      | 2002     |                                                                 |
| 550242    | Volvo     | Jonckheere Transit 2000      | 2004     |                                                                 |
| 550243    | Volvo     | Jonckheere Transit 2000      | 2004     |                                                                 |
| 550244    | Mercedes  | Mercedes Citaro G            | 2006     |                                                                 |
| 550245    | Mercedes  | Mercedes Citaro G            | 2006     |                                                                 |
| 550246    | Mercedes  | Mercedes Citaro G            | 2006     |                                                                 |
| 550247    | Mercedes  | Mercedes Citaro G II         | 2007     |                                                                 |
| 550248    | Volvo     | Jonckheere Transit 2000      | 2008     |                                                                 |
| 550249    | Mercedes  | Mercedes Citaro G II         | 2008     |                                                                 |
| 550250    | Mercedes  | Mercedes Citaro LE           | 2011     |                                                                 |
| 550251    | Volvo     | VDL Bus & Coach Transit 2000 | 2013     |                                                                 |
| 550252    | Volvo     | VDL Bus & Coach Transit 2000 | 2013     |                                                                 |
| 550253    | Volvo     | VDL Bus & Coach Transit 2000 | 2014     | allerlaatste Transit 2000 ooit gemaakt                          |

Contract 6350
| Busnummer | Fabrikant | Carrosserie / Type         | Bouwjaar | Opmerkingen                          |
| --------- | --------- | -------------------------- | -------- | ------------------------------------ |
| 635040    | MAN       | MAN Lion's City 18 EH      | 2020     |                                      |
| 635041    | MAN       | MAN Lion's City 18 EH      | 2020     |                                      |
| 635042    | MAN       | MAN Lion's City 18 EH      | 2020     |                                      |
| 635043    | MAN       | MAN Lion's City 12E        | 2021     |                                      |
| 635044    | MAN       | MAN Lion's City 12E        | 2021     |                                      |
| 635045    | MAN       | MAN Lion's City 18 EH      | 2021     |                                      |
| 635046    | MAN       | MAN Lion's City 12E        | 2021     |                                      |
| 635047    | MAN       | MAN Lion's City 12E        | 2021     |                                      |
| 635048    | MAN       | MAN Lion's City 12E        | 2021     |                                      |
| 635050    | Mercedes  | Mercedes-Benz Citaro LE    | 2008     | Vroeger onder contractnummer: 550254 |
| 635051    | MAN       | MAN Lion's City 18E        | 2023     |                                      |
| 635052    | MAN       | MAN Lion's City 12E        | 2023     |                                      |
| 635053    | MAN       | MAN Lion's City 12E        | 2023     |                                      |
| 635054    | MAN       | MAN Lion's City 12E        | 2023     |                                      |
| 635056    | MAN       | MAN Lion's City 18E        | 2023     |                                      |
| 635057    | Mercedes  | Mercedes-Benz Citaro LE    | ?        |                                      |
| 635058    | Mercedes  | Mercedes-Benz Citaro LE    | ?        |                                      |
| 635059    | Mercedes  | Mercedes-Benz Citaro LEÜ   | ?        |                                      |
| 635060    | VDL       | VDL Bus & Coach SLE120.310 |          |                                      |
| 635061    | VDL       | VDL Bus & Coach SLE120.310 |          |                                      |
| 635062    | MAN       | MAN Lion's City 10E        | 2024     |                                      |
| 635066    | MAN       | MAN Lion's City 10E        | 2024     |                                      |

De vroegere 500901 rijdt anno 2013 nog rond als depannagevoertuig voor hetzelfde bedrijf. Ook de ex-500904 rijdt nog rond als depannagebusje voor het bedrijf Bandeman. Dit bedrijf is ook eigendom van Deceuninck en is gelegen naast de busstelplaats van Deceuninck Auto's te Roeselare.
De vroegere 550231, die in juni 2012 buiten dienst ging, is eigendom geworden van NostalBus, een vereniging die oude lijnbussen restaureert. De ex-550231, een Jonckheere TransCity is hun laatste aanwinst en rijdt sindsdien rond in het oranje met het nummer 355131.
Ook zijn binnen dit bedrijf de allereerste (550235) en de allerlaatste (550253) Transit 2000 in dienst. De 550235 werd voorgesteld op Busworld 1999 in Kortrijk als prototype van de Jonckheere Transit 2000 en kwam daarna in dienst op de voormalige lijnen 63a (40), 64a (94) en 74a (Diksmuide-Nieuwpoort, nu lijn 41 die uitgebaat wordt door Katriva NV uit Diksmuide). Nu is deze bus de reservebus binnen het bedrijf.